# یواس‌اس تاناگر (ای‌ام-۵)
یواس‌اس تاناگر (ای‌ام-۵) (به انگلیسی: USS Tanager (AM-5)) یک کشتی بود که طول آن ۱۸۷ فوت ۱۰ اینچ (۵۷٫۲۵ متر) بود. این کشتی در سال ۱۹۱۸ ساخته شد.